# Max Berger
Max Berger (* 11. Juli 1893 in Freiwaldau, Schlesien; † 25. Mai 1970) war ein deutscher Jurist und von 1956 bis 1958  Militäroberstaatsanwalt der Nationalen Volksarmee (NVA) der DDR. In mehrere Funktionen war Berger somit eine prägende Figur im Aufbau der Militärjustiz der DDR.

## Leben
Berger, Sohn eines Arbeiters, wurde nach dem Besuch der Volksschule Kartonagenschneider. Als 14-Jähriger trat er der Sozialistischen Arbeiterjugend (SAJ) bei und wurde 1912 SPD-Mitglied. Von 1915 bis 1918 kämpfte er im Ersten Weltkrieg. Von 1920 bis 1923 war er als Rechtsvertreter im Berliner Mieterverein „Königstor“ tätig, dessen Vorsitzender er 1926 wurde. 1924 trat Berger aus der SPD aus und wechselte 1926 in die KPD. Von 1925 bis 1933 betrieb er eine eigene Rechtsanwaltskanzlei in Berlin. 1932/33 war Berger zudem Leiter der juristischen Abteilung der „Kampfgemeinschaft für Rote Sporteinheiten“.
Nach der Machtübergabe an die Nationalsozialisten und dem Verbot der KPD unterstützte Berger die Partei auch in der Illegalität. Bis 1934 war er für die KPD in Niederschlesien tätig. Am 30. Januar 1936 wurde Berger von der Gestapo verhaftet und am 26. Januar 1937 wegen „Vorbereitung zum Hochverrat“ zu 32 Monaten Zuchthaus verurteilt, die er absaß. Von 1939 bis Kriegsende war Berger als Kartonagenarbeiter und Hilfskontrolleur tätig.
Nach dem Ende des Zweiten Weltkrieges beteiligte sich Berger am Wiederaufbau der KPD in Berlin und wurde auf Befehl der sowjetischen Kommandantur Staatsanwalt in Berlin-Prenzlauer Berg. Im Oktober 1945 wurde ihm gekündigt. Begründung des damaligen Vorgesetzten Bergers, des Generalstaatsanwaltes Wilhelm Kühnast, war „mangelnde akademische Bildung“ Bergers. Berger protestierte bei den sowjetischen Besatzungstruppen gegen die Entscheidung und wurde von diesen als Staatsanwalt in Berlin-Mitte eingesetzt.
1946 trat Berger in die SED ein und wurde im November 1948 Sektorenstaatsanwalt für den sowjetischen Sektor Berlins und im Februar 1949 Generalstaatsanwalt beim Landgericht Berlin. Ab Juli 1950 war Berger Oberstaatsanwalt von Ostberlin. 1950 ging Berger zur Deutschen Volkspolizei, später Kasernierte Volkspolizei, ab 1956 zur NVA. Ab 1. März 1953 war Berger im Rang eines Obersts der KVP mit der Bildung der Staatsanwaltschaft im Militär der DDR beauftragt. Er wurde Oberstaatsanwalt der Volkspolizei und Mitglied des Kollegiums des Ministeriums des Innern bzw. des Kollegiums des Dienstbereiches der KVP. 1956 wurde er Chef der Verwaltung der Militäroberstaatsanwaltschaft im Ministerium für Nationale Verteidigung und erster Militäroberstaatsanwalt der DDR. Bis 1957 war ihm ein sowjetischer Militärberater beigeordnet. Am 30. September 1958 ging Berger in den Ruhestand. Bis zu seinem Tod 1970 war er Mitarbeiter beim Nationalrat der Nationalen Front (NF) der DDR.

## Auszeichnungen
- 1955 Vaterländischer Verdienstorden in Bronze[1]
- 1963 Vaterländischer Verdienstorden in Silber[2]
- 1968 Vaterländischer Verdienstorden in Gold[3]
- Medaille für Kämpfer gegen den Faschismus 1933 bis 1945[4]